# ترونسفورمايس
ترونسفورمايس (بالإنجليزية: Transformice)‏ هي لعبة فيديو جماعية مستقلة على الحاسوب تتميز بإمكانية تعدد اللاعبين. وتستند اللعبة إلى تكنولوجيا الفلاش الخاصة ببرمجية Adobe وتحتوي المحرك الفيزيائي بوكس2دي. ويمكن لعب Transformice مباشرة على الموقع باستخدام متصفح الأنترنت أو عبر تطبيق مستقل (متاح على نظامي التشغيل التاليين مايكروسوفت ويندوز وماك أوس.
وتمثل لعبة Transformice التي تم إصدارها في 1 مايو/ أيار 2010، ثمار تعاون بين الفرنسيَيْن Mélanie Christin (مصممة جرافيك) وJean-Baptiste Le Marchand (مطور برمجيات) واللذان اتخذا أسماء مستعارة هي كالتالي: "Melibellule" و"Tigrounette". والتقى مصمما اللعبة عندما كانا يعملان على تصميم لعبة دوفيس لصالح شركة Ankama [الإنجليزية] قبل أن يؤسسا شركتهما الخاصة بهما.
ورغم أنّ اللعبة فرنسية الأصل، إلاّ أنها اكتسبت شعبية كبيرة خارج فرنسا ولاسيما في البرازيل، إذ يستخدم اللعبة قرابة نصف مجموع اللاعبين النشطين والذين يبلغ عددهم 2,5 مليون لاعب بالإضافة إلى العديد من البلدان الأخرى على غرار تركيا والأرجنتين والتشيلي وبعض المجتمعات الافتراضية (مثل:4شان).
وفي 3 آب/ أغسطس، بلغ عدد الحسابات المسجلة في اللعبة 19 مليون حساب و50 ألف لاعب في اليوم.

## مبدأ اللعبة

### المبدأ العام
تستند اللعبة إلى مبدأ سلسلة من الخرائط. ويجتمع كل اللاعبين في «غرفة» وفي وقت واحد وفي الخارطة ذاتها. ويتحكم كل لاعب بفأر في اللعبة تتمثل مهمته في التقاط قطعة الجبن التي وضعت عشوائيا على الخارطة، وإحضارها إلى «جحر الفئران» في أقصر وقت ممكن. وتكمن الصعوبة في كيفية الترتيب الخاص بمستوى معيّن وما يمكن أن يخفيه من فخ كالخروج عن إطار الخارطة ما يمثل إخفاقا. وإذا أحضرت كل الفئران الجبن إلى الجحر أو خرجت عن إطار الخارطة قبل نهاية الوقت المحدد لكل خارطة (دقيقتان) تحمل خارطة جديدة تلقائيا. وإذا نجى فأران فقط من الموت، سيبدأ عد تنازلي تبلغ مدته عشرون ثانية بشكل تلقائي.
وإذا نجح فأر ما في العودة إلى الجحر بقطعة الجبن، يفوز بعدد معين من النقاط (يرتهن ذلك بالترتيب الذي وصلت فيه الفئران) وتساعدها هذه النقاط على الصعود في الترتيب المؤقت للغرفة. ويتم ترقية الفئران التي تتصدر قائمة الترتيب لتحظى برتبة «الشامان» ثم تعاود جمع النقاط مرة أخرى ابتداء من الصفر. ويتمتع «الشامان» بقدرات سحرية تمكنه من استجلاب أدوات تؤثر في شكل الخارطة الفيزيائي (أوتاد ومنصات قفز وصواريخ مدافع وصناديق خشب وألواح يمكن تثبيتها بطرائق شتى وكرات وبالونات و«بوابات زمنية»... إلخ) وعادة ما تكون هذه الأدوات الحلّ الأمثل لبلوغ الجبن والجحر. ولذلك لا يمكن إنهاء بعض الجولات إلا بتدخل «الشامان». وإذا مات «الشامان» يبدأ عد تنازلي تبلغ مدته عشرون ثانية. ولا يمكن «للشامان» دخول الجحر (عند احتيازه قطعة الجبن) إلا بعد دخول كل الفئران الأخرى أو خروجها عن إطار الخريطة.
وتم إضافة مستوى جديد إثر عملية تحديث، يسمى «الشامان الصعب». ويمكن الحصول عليه بعد إنقاذ 1000 فأر ويسمح بإنشاء «منشأة خاصة» جاهزة يمكن «للشامان» استجلابها خلال اللعبة. وبالحصول على هذا المستوى «الصعب» يفقد «الشامان» بعض قدراته «السحرية» كتلك التي تتسبب في إحداث توهج أبيض في أي مكان من إطار الخارطة يسمح بدفع الفئران الأخرى) والقدرة على تثبيت اللوحات ما يزيد من صعوبة عملية البناء وعدم استقراره.
و بعد الكثير من التطويرات التي حصلت قامو بإضافة نمط شامان اخر الا وهو نمط الشامان الخارق الذي يمنحك مجال كبير لوضع ادوات الصناديق والالواح الصغيرة والكبيرة والبالونات والسنادين، لكنك في المقابل تفقد القدرة على استدعاء المنشأة الخاصة وعدم ثبات الادوات التي تستدعيها و، لكن مازال نمط الشامان هذا هو الأفضل من ناحية اكتساب الشامان لنقاط خبيرة اضافية ف بالنمط العادي والضعب تكتسب 10 لكل فار تنقذه اما بنمط الخارق فتكتسب 20 نقطة كل فار، وهناك حد اقصى لنقاط الخبرة التي تستطيع الحصول عليه وهو 500 نقطة أي ما يعادل 25 فار وحتى لو قمت بانقاذ عدد فئران أكبر من هذا.
وأضافت عمليات التحديث مستوى خبرة يرتفع بازدياد عدد المرات التي تلتقط فيها قطع الجبن أو تنقذ فيها فئران أخرى. وعند بلوغ مستوى جديد (إلى غاية المستوى 200) يمكنك إضافة «اختصاص الشامان» إلى الفأر الخاص بك. وتوزع الاختصاصات المختلفة على خمسة منها ثلاثة فروع من الاختصاصات وهي كالتالي «المرشد الروحي» (مختص في معالجة ومساعدة الفئران) و«سيد الرياح» (المختص في التنقل بصفة عامة وخاصة التنقل الجوي و«الميكانيكي» (المختص في البناء وفي أدوات «الشامان») النمطين الجديدين المختصين في الدمج بين القدرات السحرية والميكانيكية ومنها (تسريع استدعاء ادوات الشامان، زيادة أو نقصان مجال الاشتدعاء، ايقاف الفئران عن الحركة، تصغير الفئران، استدعاء ادوات شامان جديدة، تحول الشامان إلى قطة (تقفز بشكل اعلى واسرع من الفئران) لبضع ثواني، استدعاء دعاء منصات كهربائية في مكان موت الفار وتستطيع لفئران الأخرى القفز على تلك المنصات وتختفي لمرة احدة فقط)

### تفاعل اللاعبين مع بعضهم البعض
تجمع الفئران في «قبائل» ويستطيع لاعبي القبائل أن ينضّموا مسابقات «ما بين القبائل» ولاسيما في الغرف الخاصة باستخدام خرائط رسمية أو أخرى أكثر تعقيدا منها.
وأرفقت باللعبة نافذة للدردشة تمكن اللاعبين من التحدث إلى بعضهم البعض في الغرفة سواء أكانوا أعضاء في «القبيلة» أم لاعبين آخرين من خلال المحادثة الخاصة.
ومن الجوانب الاجتماعية أو النفسية التي تتميز بها اللعبة هي أنها مرآة عاكسة لمعضلة السجين أو ما يعيشه يوميا في نظرية اللعبة، فحسب الخرائط و«الشامان» يستطيع اللاعبون في كل طور من اللعبة التعاون فيما بينهم لتعم الفائدة وينتفع بها الجميع (على سبيل المثال: العمل على توازن هيكل غير مستقل بشكل متعاقب) أو «خيانة» الآخرين لمصلحة ذاتية مباشرة (الفوز على حساب اللاعبين الآخرين وإقصاء الخصم بقسوة وتفضيل الأصدقاء... إلخ) وتم إضافة خرائط خلال عملية تحديث تمكن الفئران من أن تتحول إلى أدوات. كما تم إضافة خرائط أخرى تتضمن جحران عندما يكون هناك فأران لهما رتبة «الشامان» فيمكن بذلك لكل واحد منهما من إنقاذ فئران قبيلته ويمكن لهما أن يتقاتلا من أجل الحصول على "saves" (على سبيل المثال سد جحر الخصم بعد قتله) أو التعاون لإنهاء الخارطة في أسرع وقت ممكن أو إنقاذ أكبر عدد من الفئران.
وتتميز بعض الخرائط بتفاعلات خاصة ومن بينها:
«الاصطدام» (يمكن للفئران أن تصطدم ببعضها البعض أو تصعد فوق بعضها البعض)؛ أو «رفيق الحياة» (وصل الفأران بسلك مطاطي لا ينقطع شريطة أن لا يخرجا عن إطار الخارطة)؛
أو «الظلام» حيث يحدّد نطاق رؤية الفأر فلا يرى إلا ما حوله في الخارطة.
ويسمح إتقان بعض التقنيات الحصول على العديد من الميزات مقارنة بالفئران الأخرى كأن يكون فأرك أول من يعود بقطعة الجبن إلى الجحر ومن بين هذ التقنيات نذكرما يلي: "wall-jump": وتساعد هذه التقنية على تسلق الجدران الخشبية أو تقنية "slide" التي تساعد على القفز لمسافة بعيدة «بالتزحلق» على حافة أداة ما (الجليد أو الخشب أو الشوكولاتة أو الحمم أو منصة القفز).
ويجوز حظر اللاعبين الذين يستغلون خللا ما في اللعبة سعيا للغش وذلك بالتصويت الجماعي (الذي يدوم ساعة من الزمن) أو قيام الإدارة بحظره بصفة «دائمة». وأما فيما يخص عملية "troll" فهي جزء من اللعبة: كأن يقرر بعض اللاعبين إبداء استنكارهم حيال «الشامان» أو مضايقة لاعبين آخرين بعدم دخولهم الجحر. ويستطيع الشامان استخدام عمليات استحضار الأدوات لمحاولة إخراج الفئران عن إطار الخارطة لأنها ترفض العودة إلى الجحر أو تتأخر في ذلك أو لأسباب أخرى غيرمبررة تهدف إلى منع فئران لديها حسن إرادة أو سد العبور للوصول إلى الجحر (ويصبح بذلك مضايقا للاعبين الآخرين). ويستطيع اللاعب استخدام بعض الحركات التعبيرية «العواطف» كأن يقوم الفأر الخاص به (بالرقص وتقديم القبلات والضحك والبكاء والانفعال والتصفيق وفي آخر التحديثات التي حصلت اتيحت للفئران ميزة استخدام لعض الحركا التعبيرية مع بعضها البعض مثل العناق، التقبيل، لعبة حجر ورقة مقص، والتحية يإلخ). وتسفر بعض الأخطاء في اللعبة عن حركات غير متوقعة كالمشي رأسا على عقب (moonwalk) وهي حركات يحبها اللاعبون.

## العملات
«الجبن»: وهو العملة الرسمية الخاصة باللعبة (وتم إضافة «الفراولة» المتوفرة بواسطة المدفوعات الصغرى). ويسمح الجبن والفراولة بما يلي:
- إنشاء خرائط جديدة يختبرها اللاعبون الآخرون في الغرف الكلاسيكية ويقومون بتقييمها. ويتم حفظ الخرائط الحائزة على تقييم أفضل، أما الأخرى فتحذف.
- إنشاء قبيلة خاصة.
- شراء أدوات وإضفاء تعديلات عليها كالألوان والحجم (كما يمكن الفوز ببعض الأدوات الأخرى بمناسبة الاحتفال بالأعياد).
ويفوز الفأر بالجبن عندما يعود به إلى الجحر فينهي بذلك الجولة. غير أنه يجب أن يكون هناك لاعبان على الأقل في الغرفة. أما إذا كان هناك لاعب واحد فيمكنه التدرب على اللعب.

### الرُّتب
يمكن الفوز بألقاب معينة حسب تقدم الفأر الخاص بك في اللعبة:
- عدد قطع الجبن التي تم إحضارها إلى الحجر؛
- عدد قطع الجبن التي تم إحضارها إلى الجحر قبل الآخرين ("firsts" يتم احتساب ذلك عند وجود عدد معين من اللاعبين في الغرفة، وعامة ما يكون عددهم 11 لاعبا)
- عدد الفئران التي تم إنقاذها؛
- عدد الفئران التي تم إنقاذها باستخدام طور «الشامان القوي» وعدد الأدوات التي فزت بها أو اشتريتها.
- عدد الخرائط الخاصة "Bootcamp" التي انتصرت خلالها.
ويمكن الفوز ببعض الرتب خلال الاحتفالات بالأعياد التي يتم تنظيمها.
ويستطيع اللاعب اختيار الرتبة التي يرغب فيها من بين الرتب التي حاز عليها، وتظهر هذه الرتبة فوق اسم المستخدم الخاص به باستمرار. وأول رتبة هي «الفأر الصغير» بالعربية لكن ترجمتها الحرفية من الفرنسية إلى العربية هي: «الفأر الرمادي»

### الألعاب الصغيرة
طوّرت بعض الألعاب الصغيرة استنادا إلى مبدأ اللعبة الأصلي في الغرف الخاصة.
- "Racing" (ترجمتها الحرفية هي. «السباق»: وهي مجموعة من الخرائط التي يمكن إنهاؤها من دون «الشامان» وغالبا ما تقتضي ترتيبا عاليا في التصنيف. ويتمثل هدف اللعبة في العودة إلى الجحر بالجبن. ويتم الإعلان عن الوقت المتبقي للعبة والفائز بالجولة كما تتغيّر الخارطة بعد مرور دقيقة من الزمن أو عندما يكون هناك أقل من فأران.
- "Bootcamp" (ترجمتها الحرفية هي: «مركز التدريب العسكري»): وهي مجموعة من الخرائط التي يمكن إنهاؤها من دون «الشامان» وغالبا ما تقتضي ترتيبا عاليا في التصنيف. ويتمثل هدف اللعبة في تجاوز هذه الخارطة الشاقة والاستفادة من وقت إضافي تبلغ مدته (6 دقائق) و«معاودة الظهور» تلقائيا وعلى نحو متزايد عند كل بداية وفي كل 15 ثانية عند الإخفاق.
- "Survivor": وهي مجموعة من الخرائط التي لا تتضمن جحرا ولكنها قد تتضمن الجلن في بعض الخرائط لزيادة الصعوبة «الشامان» قتل فأر آخر ويستطيع أن يقذف الفئران المتواجدة حوله ("camping") باستخدام "meep". ويتحول الفأر في بعض الجولات إلى إلى مصاص دماء ويحاول أن ينقل العدوى إلى سائر الفئران. وفي كلتى الحالتين يمكن للفئران التي قد تبقى على قيد الحياة الفوز بالنقاط وبالجبن. ويتحول الفأر المتحصل على أكبر عدد من النقاط إلى «شامان».
في آخر تحديثات قد حصلت: تستطيع الفئران ان تحصل على اوسمة متكررة من انجاز بعض الاهداف في نمط السباق كلعب 1500 جولة أو الفوز 10000 مرة. الدخول ضمن 3 الاوائل 10 الف مرة. أو الفوز بالمركز الأول 10 الف مرة، وتحتسب النقاط في عدد فئران 6 أو أكثر داخل الغرفة اما عن الشرفيفور نمط الناجين فالانجازات تتمثل في: لعب الف جولة، الفوز وأنت فار 10 الف مرة، كن شامانا 800 مرة، اقتل 20 الف فار وأنت شامان
- "Vanilla": وهي غرفة تسمح
باللعب على الخرائط «الرسمية» فقط (التي لم يقم اللاعبين بإنشائها) والتي تعتبر أسهل الخرائط من ناحية عدم وجود شامان وو هي الخرائط التي تتدرب فيها الفئران المبتدئة والجديدة باللعب.
- "Défilante": وهي غرفة تسمح باللعب على خرائط محددة تحتوي على جماجم يجب تفاديها ومنصات قفز بغية القفز إلى أعلى مسافة وعلى وميض للحصول على السرعة وعدد كبير من النقاط. والهدف من ذلك هو إحضار الجبن إلى الجحر وجمع أكبر عدد من النقاط. ويفوز متصدر 10 جولات على اجنحة تظهر فوق اسم المستخدم الخاص به.

#### الألعاب الصغيرة القديمة
لم تعد هذه الألعاب متاحة لأن المدراء قد قاموا بإغلاقها أو أنّ البرامج الآلية التي كانت تعمل على سيرانها لم تعد نشطة. غير أن معظمها أنشئت باستخدام واجهة برمجة التطبيقات التي استحدثها مطورو البرمجيات لتصميم الألعاب الصغيرة والمتاحة في الغرف الخاصة (التي تبدأ بعلامة "#").
- "Ratapulte" وهي مجموعة من الخرائط التناظرية تتقاسمها الفئران على شكل فريقين (على اليمين وعلى اليسار) ويتمثل هدف كل فريق في إبادة الفريق الآخر. ويضع المراقب الآلي سنادين عندما تقوم الفئران بالانحناء شريطة اختيار الزاوية مسبقا. وتحدد مدة انحاء الفئران سرعة السنادين (ويكون الفأر المنحني معرضا للخطر إذا لم يتحرك).
- "Tribewar" (ترجمتها الحرفية هي: «حرب القبائل»): وهي غرفة عادية ببرمجية آلية تعدّ النقاط الخاصة بكل قبيلة (والتي تتحصل عليها القبائل الأولى التي تدخل في كل إطار خاص بالخريطة).
- "Shaman": يجب على الشامان تسيير الخرائط ذات الصعوبات المتفاوتة، ويمكن اختيار مستوى الصعوبة حسب تقنيات البناء.
- "Baffbot": يقترح الروبوت ألعابا صغيرة في بعض الخرائط التي تقتضي أدوات تظهر عندما تقوم الفئران بحركات معينة.
- "Baffbotffa": يجب على الفئران أن تتقاتل فيما بينها في خرائط ينعدم فيها الجحر والجبن ويمكن للمراقب الآلي أن يضع قذائف صاروخية عندما تنحني الفئران أو تنتقل إلى الجهة المشار إليها. ويمكن للفئران الباقية على قيد الحياة أن تدخل «بوابة» لبلوغ الجبن ثم الجحر.
- "Fight" (ترجمتها الحرفية هي: «القتال»): وهي مجموعة من الخرائط التي يلعب خلالها فأران لهما رتبة «الشامان» وتكون اللعبة في شكل مسابقة، إذ ينقذ أول شامان يقتل الآخر الفئران الأخرى لحسابه.

## الآراء والانتقادات
تلقت اللعبة العديد من الانتقادات الإيجابية وجهتها بعض المجلات الإلكترونية على غرارKotaku وindiegames.com وRock وPaper وShotgun وPC Gamer كما حققت نجاحا كبيرا في منصات ألعاب Kongregate (أكثر من 6,5 مليون جولة في مارس/ آذار 2011).
وحازت اللعبة على "Mochi People's Choice Award" في Flash Gaming Summit التي نظمت بولاية سان فراسيسكو الأمريكية في فبراير/ شباط2011 وقام الموقع الإلكتروني GameOgre بمنحها لقب "Best Browser Game 2010".

## اللغات
تتوفر اللعبة على العديد من اللغات  وهي:
- العربية
- الفرنسية
- الإنجليزية
- الروسية
- البرتغالية
- التركية
- الصينية
- الإسبانية
- النرويجية
- الدانماركية
- السويدية
- المجرية
- الهولندية
- البولندية
- الأندنوسية
- الرومانية
- الألمانية